# 네하 샤르마
네하 샤르마(힌디어: नेहा शर्मा, 영어: Neha Sharma, 1987년 11월 21일 ~ )는 인도의 배우, 모델이다.

## 출연 작품
- 무바라칸 (2017)
- 영기스탄 (2014)

## 같이 보기
- 인도 영화 배우 목록